# بيقية موبرة
البيقية الموبرة ((باللاتينية: Vicia villosa)) أو (بالإنجليزية: Hairy vetch)‏ نبات علفي يتبع جنس البيقية من الفصيلة البقولية المعروفة بقدرتها على تثبيت النيتروجين الجوي من خلال بكتيريا المستجذرة.

## الموئل والانتشار
موئل البيقية الموبرة غرب آسيا وأوروبا، وهي تنتشر الآن أيضًا في أمريكا الشمالية من ولاية فرجينيا إلى جنوب كندا. تعد البيقية الموبرة من الأعشاب حيث تنمو بريًا في كثير من المناطق وفي الحقول الزراعية. تزرع كعلف للأبقار في الولايات المتحدة. يستعمله مزارعو الزراعة العضوية كعلف أخضر.

## الوصف النباتي
البيقية نبات متسلق. الساق مغطى بوبر. الورقة مركبة ريشية الشكل ينمو في نهايتها محلاق يستعمله النبات للتمدد والتسلق. النورة عنقودية بسيطة ذات أزهار بنفسجية. تشبه البيقية المعنقدة كثيرًا وتختلف عنها من حيث عدم وجود الأوبار على ساق المعنقدة.

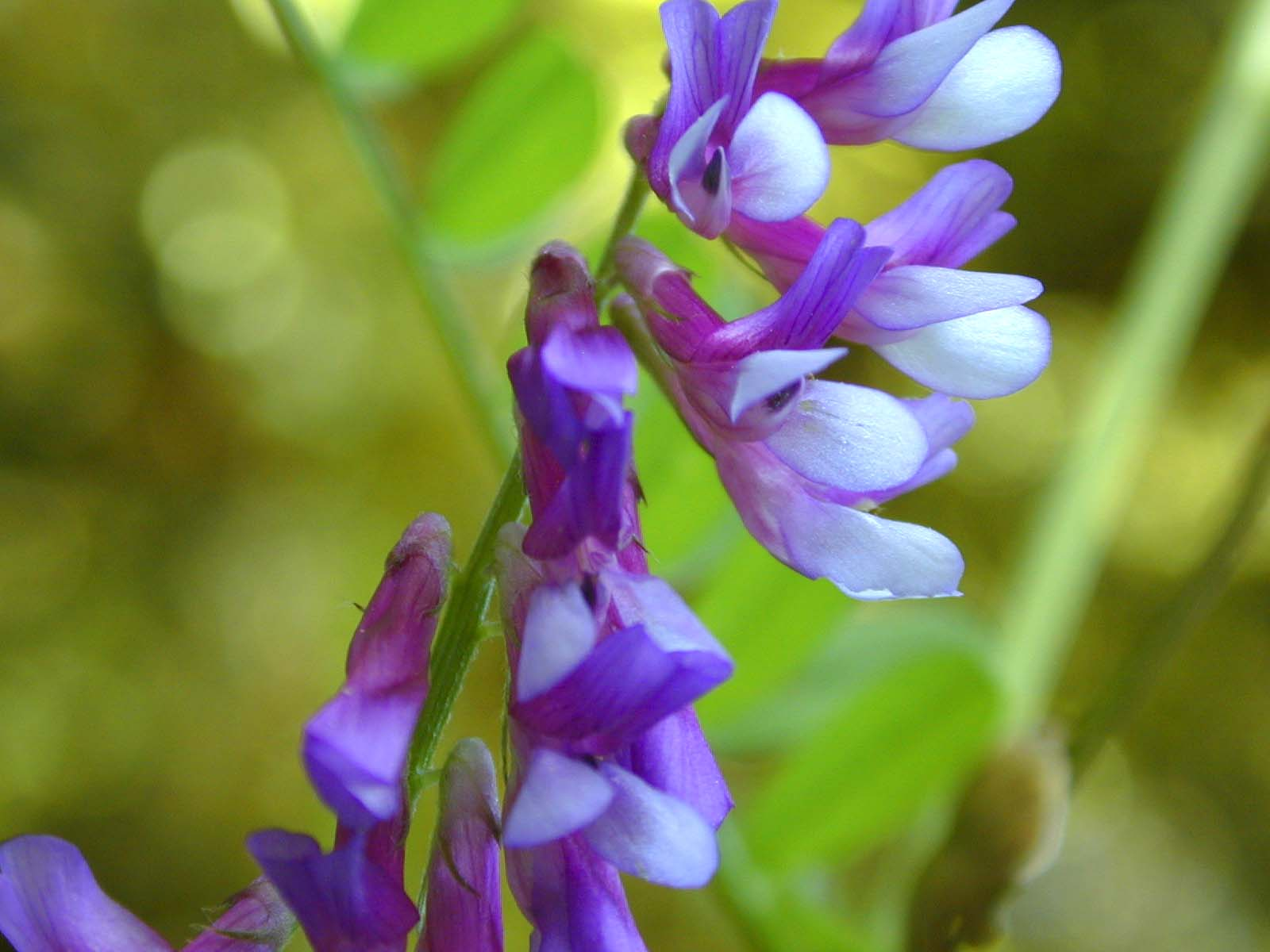
صورة مقربة للعقود الزهري للبيقية الموبرة